# Liste des sites Ramsar au Zimbabwe
Cet article recense les zones humides du Zimbabwe concernées par la convention de Ramsar.

## Statistiques
La convention de Ramsar est entrée en vigueur au Zimbabwe le 3 mai 2013.
En janvier 2020, le pays compte 7 sites Ramsar, couvrant une superficie de 4 538,28 km2.

## Liste
| Site                                        | 0                                        | Notes | Date       | Superficie (km²) | Altitude (m) | Identifiant Ramsar | Identifiant WDPA | Coordonnées                      | Photo |
| ------------------------------------------- | ---------------------------------------- | ----- | ---------- | ---------------- | ------------ | ------------------ | ---------------- | -------------------------------- | ----- |
| Cleveland Dam                               | Harare (en)                              |       | 3 mai 2013 | 10,50            | 0 - 1 560    | 2102               | 555592559        | 17° 49′ 59″ sud, 31° 09′ 18″ est |       |
| Parc récréatif des grottes de Chinhoyi (en) | Mashonaland occidental                   |       | 3 mai 2013 | 0,3335           | 0 - 1 172    | 2103               |                  | 17° 21′ 22″ sud, 30° 07′ 55″ est |       |
| Prairies de Driefontein                     | Masvingo, Midlands, Mashonaland oriental |       | 3 mai 2013 | 2 011,94         | 0 - 1 500    | 2104               | 555624125        | 19° 15′ 40″ sud, 30° 46′ 37″ est |       |
| Lac Chivero (en) et Manyame (en)            | Harare (en), Mashonaland occidental      |       | 3 mai 2013 | 292,60           | 0 - 1 500    | 2105               | 555592558        | 17° 50′ 02″ sud, 30° 39′ 04″ est |       |
| Parc national de Mana Pools                 | Mashonaland occidental                   |       | 3 mai 2013 | 2 200,34         | 413 - 600    | 2106               | 555624126        | 15° 58′ 16″ sud, 29° 27′ 32″ est |       |
| Zone humide de Monavale                     | Harare (en)                              |       | 3 mai 2013 | 5,07             | 1 461        | 2107               | 555592561        | 17° 48′ 22″ sud, 31° 00′ 25″ est |       |
| Parc national des chutes Victoria           | Matabeleland septentrional               |       | 3 mai 2013 | 17,50            | 900          | 2108               | 555592562        | 17° 58′ 55″ sud, 25° 51′ 40″ est |       |